# Oclusiva palatal eyectiva
La oclusiva palatal eyectiva es un sonido consonántico no pulmonar que se encuentra en algunos idiomas hablados, su símbolo del alfabeto fonético internacional es una oclusiva palatal sorda pero con un apóstrofo con el que cuentan los sonido eyectivos para indicar que no se usarán los pulmones, su símbolo en el X-SAMPA es (c_>)

## Características
- Al ser oclusiva se produce por una detención del flujo de aire y su posterior liberación.
- Su punto de articulación es palatal , lo que significa que se articula con la parte media o posterior de la lengua levantada hacia el paladar duro.
- Es una consonante central, por lo que se produce por la dirección de flujo de aire a través de un canal en el centro de la lengua, y así se dirige el aire hasta los bordes de los dientes, causando una turbulencia de alta frecuencia.
- Su tipo de fonación es sorda, lo que significa que se produce sin vibraciones de las cuerdas vocales.
- Es una consonante oral, lo que significa que se permite que el aire escape a través de la boca, no por la nariz.
- El mecanismo de la corriente de aire es eyectivo (egresivo glótico), lo que significa que el aire es expulsado al bombear la glotis hacia arriba.

## Ocurre en
Este sonido se limita en gran medida a las lenguas indígenas de las Américas. A veces contrasta con una tʃʼ , pero no siempre lo hace. Ocurre en:
- nǀu[1]
- haida[2]

- karesa

- tindi

- jacaru